# Lucca
Lucca (latin Luca) är en stad, kommun och huvudort i provinsen Lucca i regionen Toscana i Italien. Kommunen hade 88 824 invånare (2018).
Mellan 1815 och 1847 var Lucca med omgivningar ett suveränt hertigdöme. Därefter förenades det med Toscana, blev huvudstad i den 1860 bildade provinsen i det nya kungariket Italien, sedermera republiken Italien.

## Historia
Lucca är sannolikt av liguriskt ursprung. År 177 f.Kr. blev det en romersk koloni. Julius Caesar hade år 56 vinterkvarter där under galliska kriget samt förnyade där sitt förbund med Crassus och Pompejus. Efter romerska rikets fall bytte Lucca ofta härskarmakter liksom det övriga Italien. Staden hade under langobarderna egna hertigar och började då bilda ett självständigt samhälle som slog egna mynt.
Under 1000-talet förekom en betydande silkeshandel i Lucca. Det blev senare residensstad för markgreven av Toscana, och ingick pro forma i Heliga romerska riket, men var i praktiken mer eller mindre självständigt. Efter markgrevinnan Matildas död blev Lucca så småningom en självständig republik (comune) - dess första författning för republiken Lucca är från 1160 - men feodalherrarna i trakten ägde långtgående rättsliga befogenheter. Av den anledningen vistades för övrigt den landsflyktige och dödsdömde Dante länge i Lucca.
Genom partistrider mellan guelfer och ghibelliner försvagades staden, så att den 1314 tvingades underkasta sig härskaren i Pisa, Uguccione della Faggiuola. Några år därefter kom den i händerna på Castruccio Castracani, som även härskade över Pisa och Pistoia och som av Ludvig av Bayern utnämndes till hertig av Lucca.
Med hans död 1328 avtog Luccas makt, och staden gick ur hand i hand, tills den 1369 återköptes sin frihet av Karl IV. Denna självständighet behöll den sedan ända till 1797, då staden erövrades av fransmännen och förenades med kungariket Etrurien. Napoleon I gav Lucca och Piombino 1805 som furstendöme åt sin svåger Bacciochi, men Wienkongressen överlämnade det 1815 med titel hertigdöme åt före detta drottningen av Etrurien, infantinnan Maria Lovisa av huset Bourbon, och hennes barn med full suveränitet, tills hon med sin familj kom i besittning av Parma som Napoleons gemål Marie-Louise fått på livstid, då Lucca skulle tillfalla Toscana, vilket skedde 1847.

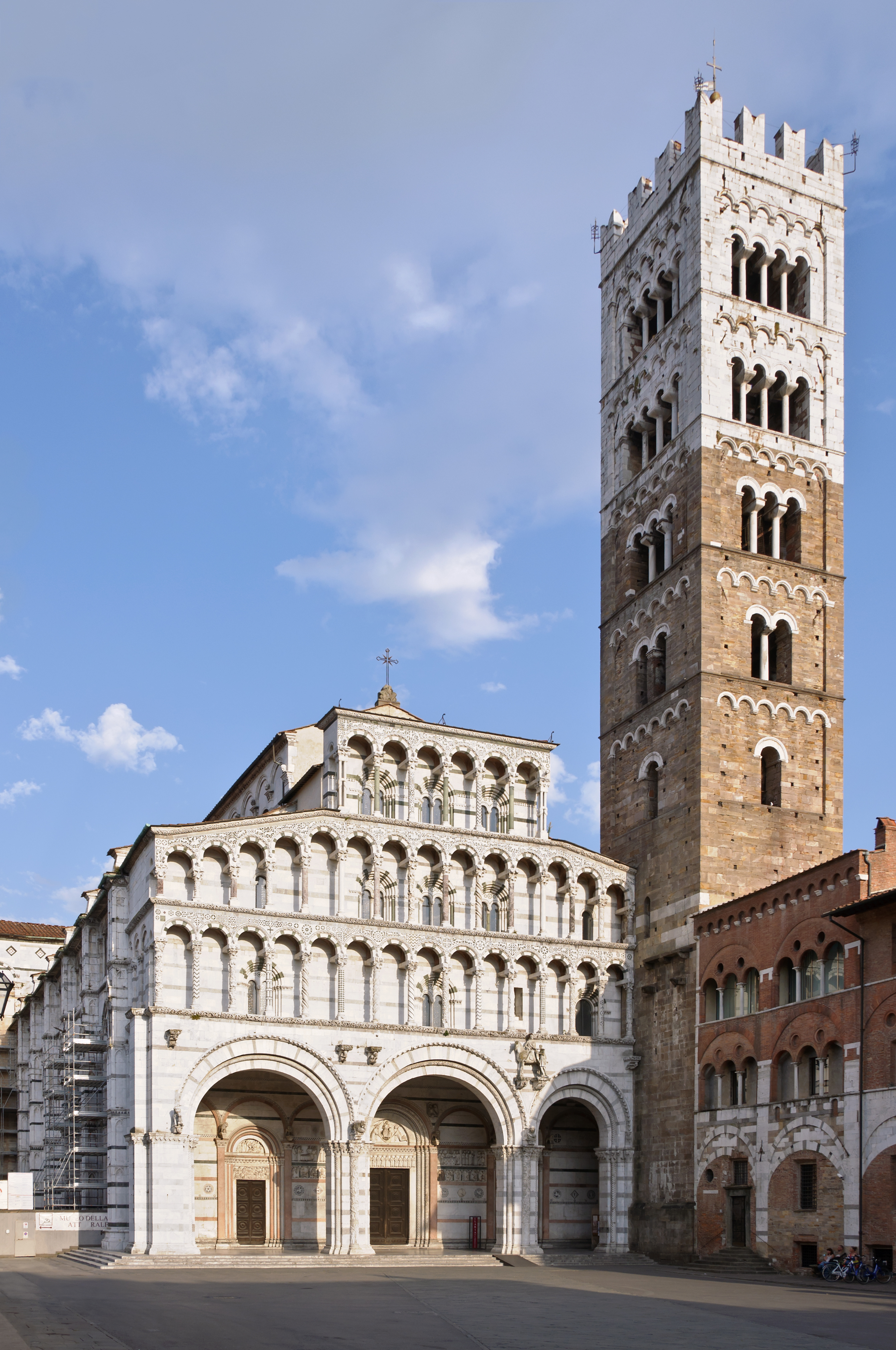
Katedralen San Martino i Lucca

## Kultur och stadsbild
Lucca är belägen på en bördig slätt nära Serchio, inte långt från Tyrrenska havet. Staden är berömd såväl för det omgivande landskapets skönhet som för sina historiska minnesmärken.
Den är omgiven av vallar från 1500- och 1600-talen, som nu utgör promenadstråk. Bland torgen märks Piazza grande, med en minnesvård över hertiginnan Maria Lovisa, som var Luccas härskarinna 1815–24, samt det angränsande Piazza del Giglio med staty av Garibaldi. På västra sidan av det förra ligger Palazzo provinciale (grundat 1578, ofullbordat), med en värdefull tavelsamling. Av stadens omkring 40 kyrkor finns flera vars ålder går tillbaka till 600- och 700-talen och som uppvisar en egendomlig förening av bysantinska, italienska och gotiska former. Mest anmärkningsvärd är katedralen S. Martino från 1000-talet, rik på konstskatter. I dess mittskepp finns ett litet åttahörnigt kapell, il Tempietto (från 1484), som innehåller ett gammalt krucifix av cederträ, kallat Volto santo, vilket enligt traditionen skall vara ett verk av den helige Nikodemus och 782 på ett mirakulöst sätt kommit från österlandet till Lucca.
Staden är sedan 1726 säte för en ärkebiskop, och för biskop sedan 300-talet. Den har två vetenskapsakademier (den ena stiftad 1584), en konstakademi (från 1640) och ett offentligt bibliotek, och dessutom statsarkivet och ärkebiskopspalatset som båda innehåller värdefulla samlingar. I Lucca finns prästseminarium.
Minnen av den gamla staden Lucca är ruinerna av en teater och av en amfiteater från den äldre kejsartiden. I närheten av staden ligger många stora privatvillor och 25 km därifrån de berömda baden vid Lucca.
I juli varje år anordnar Lucca en sommarfestival vid Piazza Napoleon då även internationella artister brukar uppträda.
I oktober varje år arrangeras Lucca Comics & Games, en av världens största serie- och spelarrangemang.